# سن سایمون (آریزونا)
سن سایمون (به انگلیسی: San Simon) یک منطقهٔ مسکونی در ایالات متحده آمریکا است که در شهرستان کوچیز، آریزونا واقع شده‌است. سن سایمون ۱٫۸۱ کیلومتر مربع مساحت و ۲۵٬۵۰۵ نفر جمعیت دارد و ۱٬۱۰۶٫۱۳ متر بالاتر از سطح دریا واقع شده‌است.